# 沈周

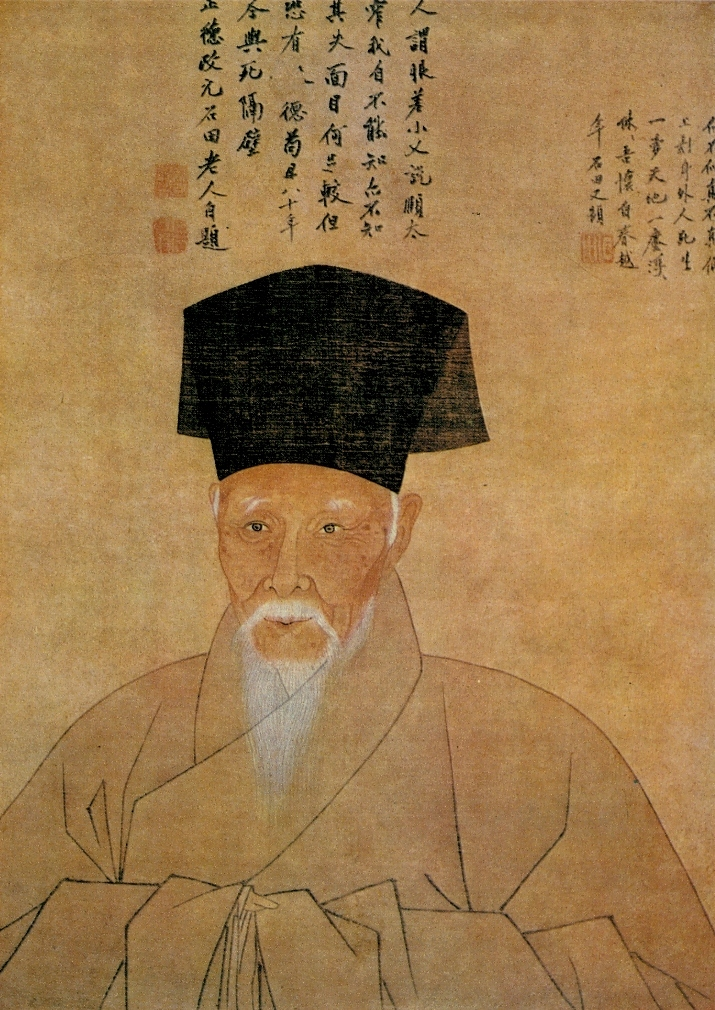
沈周

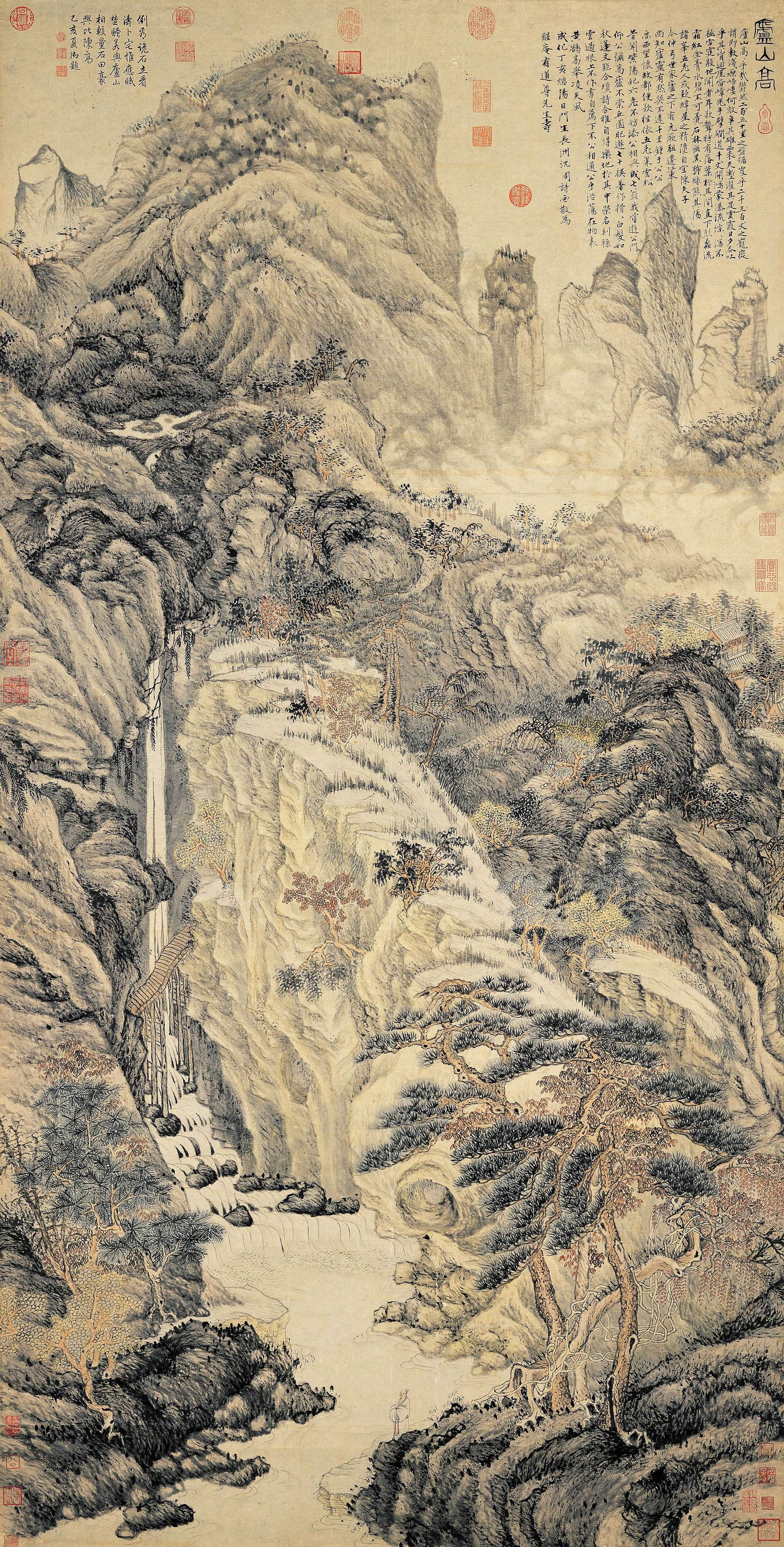
沈周『廬山高図』（1467年） 紙本墨画 台北国立故宮博物院

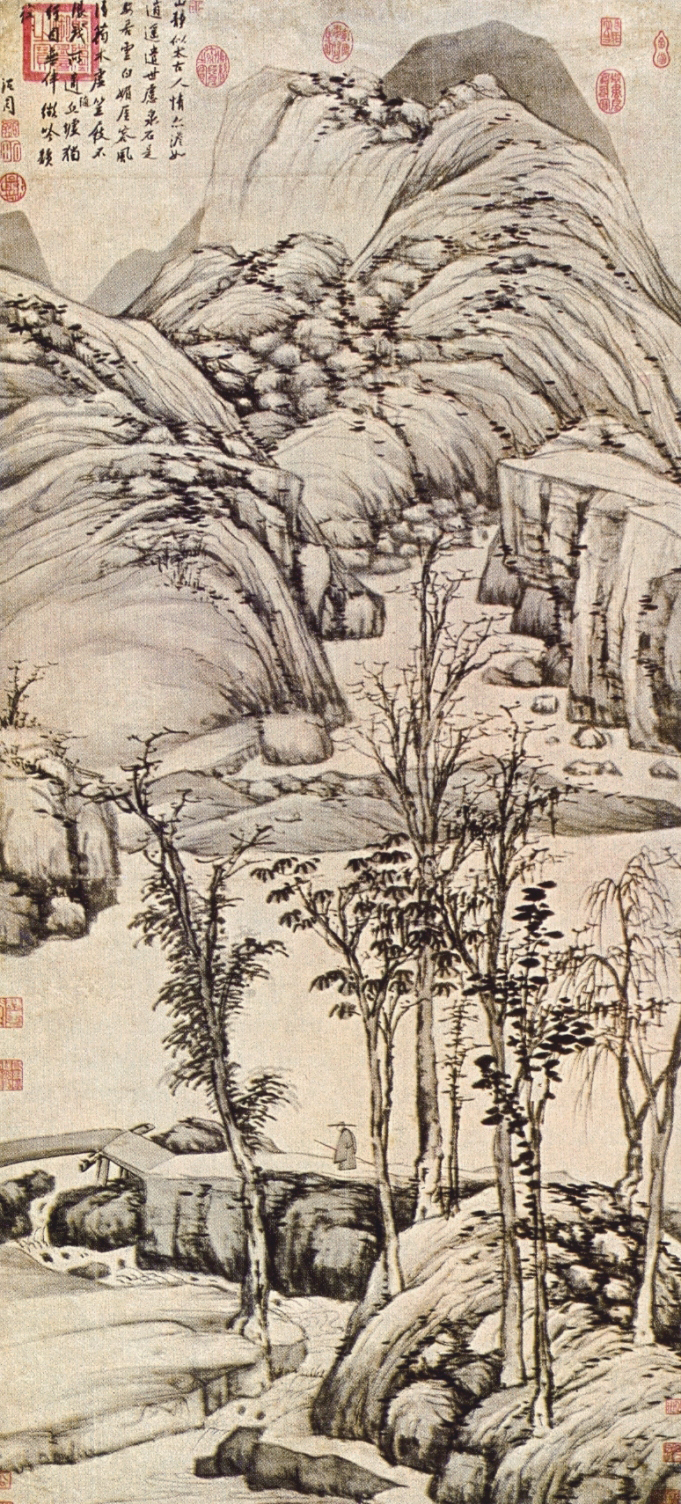
沈周『策杖図』紙本墨画 台北国立故宮博物院

沈 周（しん しゅう、宣徳2年11月21日（1427年12月9日） - 正徳4年8月2日（1509年8月17日））は、中国の明代中期の文人にして画家である。文人画の一派である呉派を興し「南宋文人画中興の祖」とされた。また蘇州文壇の元老として中国文学史上に名をとどめ、書家としても活躍した。詩書画三絶の芸術家として後世になっても評価が高い。家訓を守り生涯にわたって仕官することなく明朝に抗隠した。享年83。
字は啓南、号は石田・石田翁・白石翁・玉田翁・有竹荘主人・倚翠生。蘇州府長洲県相城里（現在の江蘇省蘇州市相城区陽澄湖鎮）の出身。

## 家系
沈氏は元代からの名家であり、一時没落するも曾祖父の代より家運を盛り上げ、広大な農地などの恒産を所有し富豪となった。祖父の沈澄・父の沈恒吉も学問・芸術を好み優れた人物であったが、ともに家訓に従い仕官していない。一説には沈家は元末明初に江南の大富豪であった沈万三の家系とされる。沈万三は張士誠の外戚となっていたため、そのライバルであった明の太祖朱元璋に莫大な家産と海外貿易の権益を没収されるという痛手を受けた。また蘇州は明政府により過酷な徴税を強いられ永らく疲弊した。これらのことから、沈家は明政府を信頼せず保身の為に仕官を認めない家訓を伝えてきたと思われる。貿易商だった沈家には西域人の血が混入したようで清の銭謙益や阮元らによると沈周は彫りが深く碧眼だったと記している。

## 生涯
15歳の時、父から家産の収税役を引き継いだが、心の根の優しい沈周は農民をよく気遣ったとされる。27歳の時に地方官吏に推挙されるが八卦の見立てに従い仕官を避け隠逸した。以降、蘇州の農村で文芸に耽り、文房（書斎）である有竹居には文人や好事家が千客万来しその合間に芸術活動を行った。特に呉寛・都穆・文林（文徴明の父）とは交わりが深かった。書画の依頼が後を絶たずそれを消化することに日夜追われていた。人の頼みを断り切れなかったのである。非常に温厚な性格で人と争うことが全くなく、困った人はすぐに助けていた。贋作に落款を求められても拒絶することなくこれに応じ、また画工として扱われても腹を立てることなく黙ってこれに従ったという。晩年はますます文名、画名ともに高まったが、家は蓄えを失いしだいに貧窮した。

## 芸術
画は父の沈恒吉・伯父の沈貞吉に学び、その後父の師でもあった杜瓊に就いた。他に趙同魯や劉玨にも教えを受けている。遥か五代の董源や巨然にまで師法し、元末四大家に私淑した。後輩にあたる王穉登は『呉郡丹青志』で蘇州を中心に活躍した画人の中で沈周をもっとも高く評価し神品に挙げている。書は北宋の黄庭堅を宗とし、詩は陳寛に就いて学び、白居易・蘇軾・陸游を好んだ。画がなれば、詩を読み、自題したので三絶と評された。弟子には唐寅や祝允明が育ち、特に愛弟子である文徴明が沈周の跡を継ぎ呉派文人画の発展に努めた。生前から贋作が多く真蹟は滅多にないと王世貞は伝えている(『芸苑巵言』)。
また散文についても楊循吉などが高く評価している。詩文集に『石田集』・『石田詩選』・『石田雑記』などがある。

## 代表作
- 「廬山高図」1467年 台北国立故宮博物院蔵。
- 「倣大癡山水図」1494年 上海博物館蔵。